# پدرخوانده قسمت دوم (موسیقی متن)
پدرخوانده قسمت دوم موسیقی متن فیلمی به همین نام است که در سال ۱۹۷۴ توسط ای بی سی و در سال ۱۹۹۱ بر روی لوح فشرده توسط ام‌سی‌ای کورپوریشن منتشر شد. موسیقی اصلی توسط نینو روتا ساخته شده و کارمینه کوپولا رهبری آن را بر عهده داشته‌است که موسیقی منبع فیلم را نیز تهیه کرده‌است. روتا دو موضوع از سه مضمون اصلی فیلم اول را گسترش می‌دهد: «والس پدرخوانده» و «تم مایکل»، در حالی که «تم عشق» از فیلم اول در یک سکانس فلاش بک ظاهر می‌شود («ویتو آندولینی را به خاطر بسپار»). چندین تم جدید وجود دارد، از جمله یکی برای کی (دایان کیتن)، و دو موضوع برای ویتو جوان (رابرت دنیرو): «تم مهاجر» و «تارانتلا» که در «فرش جدید» معرفی شدند.
| بررسی انتقادی | بررسی انتقادی |
| منبع          | رتبه‌بندی      |
| ------------- | ------------- |
| آل‌میوزیک      | [ ۵ ]         |
| آهنگ‌های فیلم  | [ ۶ ]         |